# Christopher Edmund Broome
Christopher Edmund Broome (24 de julho de 1812 - 15 de novembro de 1886) foi um micologista britânico notório por descrever centenas de espécies de fungos.

## Pesquisas em micologia
Broome ficou interessado em história natural devido a influência de amigos como George Henry Kendrick Thwaites, em Clifton. Ele desenvolveu um interesse e conhecimento em fungos, enviando muitas de suas coleções para o Rev. Miles Joseph Berkeley. Juntos, Berkeley e Broome publicaram uma série de "Notices of British Fungi" durante um período de 37 anos, descrevendo em conjunto nada menos que 550 novas espécies. Os dois micologistas também colaboraram em descrições de fungos coletados no Sri Lanka por Thwaites e em coleções de Brisbane, na Austrália. Broome publicou pouco por conta própria, principalmente sobre alguns fungos locais de Somerset e Wiltshire. Seu interesse particular era em trufas. Na época de sua morte, seu herbário continha cerca de 40.000 espécimes de fungos, que estão agora nos Reais Jardins Botânicos de Kew.

## Publicações selecionadas
- Berkeley, M.J. & Broome, C.E. (1850). Notices of British fungi. Annals and Magazine of Natural History Ser. 2, 5: 455-466.
- Berkeley, M.J. & Broome, C.E. (1871). The fungi of Ceylon. Journal of the Linnean Society Botany 11: 469-572.
- Berkeley, M.J. & Broome, C.E. (1880). List of fungi from Brisbane, Queensland with descriptions of new species. Transactions of the Linnean Society of London Ser. 2, 1.
- Broome, C.E. (1864). The fungi of Wiltshire. The Wiltshire archaeological and natural history magazine 8: 170-198.
- Broome, C.E. (1870). Remarks on some of the fungi met with in the neighbourhood of Bath. Proceedings of the Bath Natural History and Antiquarian Field Club 2: 55-98.